# Ancsin János
Ancsin János (Budapest, 1962. február 25. –) jégkorongozó, jelenleg az UTE szakmai igazgatója, a Sport televízió szakkommentátora.
Ezen kívül az UTE jégkorongszakosztályának szakmai igazgatója és az UTE ifi- és serdülőcsapatának edzője.

## Karrier
Játékosként 1979 és 1995 között az Újpest egyik legmeghatározóbb alakja volt. Három szezont töltött a Dunaferrnél, 1998-ban vonult vissza. Mindkét csapatnál visszavonultatták a mezét.

Pályafutása során 225-ször lépett pályára a magyar válogatott színeiben. 94 világbajnoki meccsen 54 gólt lőtt és 57 gólpasszt adott. 1987-ben beválasztották a C csoportos világbajnokság All-Star csapatába.
Visszavonulása után vezetőedzőként az Újpest csapatát irányította 2002 és 2004, valamint 2006 és 2007 között.

## Díjak, elismerések
- legtechnikásabb játékos cím (1991, 1995, 1996)
- legjobb játékos cím (1998)
- gólkirály (1997)
- 8-szoros magyar bajnok
- 2-szer C csoportos világbajnokságon feljutást elérő csapat tagja (1983. Budapest 2. hely, 1998. Budapest 1. hely)